# Tấn Cung Đế
Tấn Cung Đế (giản thể: 晋恭帝; phồn thể: 晉恭帝; bính âm: Jìn Gōngdì) (386–421), tên thật là Tư Mã Đức Văn (司馬德文) là vị Hoàng đế thứ 11 của nhà Đông Tấn và là Hoàng đế cuối cùng của triều đại Nhà Tấn trong lịch sử Trung Quốc. Ông trở thành hoàng đế vào năm 419 sau khi người anh trai là An Đế bị Lưu Dụ giết chết, và trong thời gian ông trị vì, quyền lực trên thực tế nằm trong tay Lưu Dụ. Năm 420, dưới sức ép của Lưu Dụ, ông đã phải nhường ngôi cho Lưu Dụ, triều đại Tấn đến đây kết thúc. Lưu Dụ thành lập Lưu Tống, và đến năm 421, do Lưu Dụ tin rằng vị Hoàng đế Tấn trước đây tạo mối đe dọa cho quyền lực của mình nên đã cho giết chết Tư Mã Đức Văn.

## Đầu đời
Tư Mã Đức Văn sinh vào năm 386, cha là Tấn Hiếu Vũ Đế và mẹ là thiếp Trần Quy Nữ, ông là con trai thứ hai, sinh sau Tư Mã Đức Tông bốn năm. Trái ngược với một Tư Mã Đức Tông "phát triển chướng ngại", Tư Mã Đức Văn được mô tả là một đứa trẻ thông minh. Từ lúc thơ ấu, ông đã quen với việc chăm sóc anh trai, có lẽ đặc biệt là sau cái chết của mẹ vào năm 390. Mặc dù Tư Mã Đức Tông có khuyết tật về trí tuệ, song Hiếu Vũ Đế vẫn lựa chọn người con trai lớn kế vị. Vào năm 387, khi Tư Mã Đức Tông lên 5 tuổi và Tư Mã Đức Văn mới 1 tuổi, Tư Mã Đức Tông được lập làm thái tử. Năm 392, Hiếu Vũ Đế lập Tư Mã Đức Văn làm Lang Da vương, tước hiệu vinh dự thứ hai của các hoàng tử và thân vương và chỉ sau thái tử. Năm 396, Hiếu Vũ Đế bị người thiếp là Trương quý nhân giết chết, Tư Mã Đức Tông lên ngôi hoàng đế. Tư Mã Đức Văn tiếp tục chăm sóc cho sinh hoạt hàng ngày của hoàng huynh.

## Dưới thời An Đế trị vì
Vào một thời điểm chưa thể xác định dưới thời An Đế trị vì, Tư Mã Đức Văn kết hôn với Trử Linh Viện, bà xuất thân từ một gia đình quý tộc.
Trong giai đoạn đầu An Đế trị vì, Tức Mã Đức Văn nhận thêm được các chức vụ kính cẩn, song có ít quyền lực thực tế, quyền lực ban đầu nằm trong tay của thúc phụ, Hội kê vương Tư Mã Đạo Tử (司馬道子), và sau đó là con trai ông ta là Tư Mã Nguyên Hiển (司馬元顯). Sau khi Tư Mã Nguyên Hiển bị lật đổ, quyền lực lại rơi vào tay quân phiệt Hoàn Huyền năm 402.
Năm 403, Hoàn Huyền buộc An Đế phải nhường ngôi lại chô ông ta, tạm thời chấm dứt triều Tấn. Hoàn Huyền lập nên nước Sở mới, An Đế bị giáng làm Bình Cố vương còn Tư Mã Đức Văn bị giáng tước hiệu thành "công", song hai người vẫn được giám sát chặt chẽ. Tuy nhiên, đến năm 404, một cuộc nổi loạn của Lưu Dụ đã dẫn đến việc Hoàn Huyền bị diệt và An Đế được phục vị. Tuy vậy, sau đó An Đế và Tư Mã Đức Văn lại nằm trong tay của cháu trai Hoàn Huyền là Hoàn Chấn (桓振), Hoàn Chấn từng nghĩ đến việc hành quyết An Đế để trả thù cho con trai của Hoàn Huyền là Hoàn Thăng (桓昇), là người đã bị quân nổi loạn giết chết. Tư Mã Đức Văn đã cầu xin, giải thích rằng cả ông và An Đế đều không liên quan đến cái chết của Hoàn Thăng, Hoàn Chấn vì thế tha cho An Đế. Đầu năm 405, Hoàn Chấn bị đánh bại, An Đế và Tư Mã Đức Văn trở về kinh thành Kiến Khang, song lúc này quyền lực thật sự nằm trong tay Lưu Dụ, người lãnh đạo cuộc nổi loạn.
Thời gian trôi qua, Lưu Dụ dần dần tập trung nhiều quyền lực hơn vào tay mình, tiêu diệt các đối thủ như Lưu Nghị (劉毅), Gia Cát Trường Dân (諸葛長民), và Tư Mã Hưu Chi (司馬休之), trong khi thể hiện sức mạnh thông qua các chiến dịch tiêu diệt Nam Yên, Tây Thục, và Hậu Tần. Tư Mã Đức Văn tiếp tục mang các chức vụ vinh dự song có ít quyền lực thực tế trong thời gian này. Năn 416, trong chiến dịch của Lưu Dụ nhằm chống lại Hậu Tần, Tư Mã Đức Văn đã xin được đảm nhiệm một chức vụ tại Lạc Dương, nơi vừa chiếm được từ Hậu Tần, để khôi phục các lăng mộ hoàng tộc vào thời Tây Tấn song không rõ ông đã đảm nhiệm chức vụ gì. Ông trở về Kiến Khang năm 418 sau khi Lưu Dụ đánh bại Hậu Tần.
Cuối năm đó, Lưu Dụ có ý muốn đoạt ngôi song lại tin vào một lời nguyền rằng "Có hai hoàng đế nữa sau Xương Minh" (Xương Minh, nghĩa là "bình minh," là tên tự của Hiếu Vũ Đế), nên đã âm mưu giết chết An Đế và đưa Tư Mã Đức Văn lên kế vị. Tuy nhiên, do Tư Mã Đức Văn liên tục ở bên hoàng huynh, những kẻ ám sát do Lưu Dụ cử đến để đầu độc An Đế đã không có cơ hội ra tay. Tuy nhiên, vào tết năm 419, Tư Mã Đức Văn bị ốm và phải ở tại phủ của mình, sát thủ của Lưu Dụ là Vương Thiều Chi (王韶之) đã thừa cơ giết chết An Đế. Lưu Dụ sau đó lập Tư Mã Đức Văn làm hoàng đế, trở thành Cung Đế.

## Trị vì
Cung Đế chỉ trị vì trong một thời gian ngắn và nói chung là bất lực. Ông lập vợ mình làm Trử Hoàng hậu vào mùa xuân năm 419. Ông cũng ban cho Lưu Dụ, khi ấy đang là Tống công, trở thành Tống vương, Lưu Dụ ban đầu từ chối song đã đồng ý vào mùa thu năm 419. Vào mùa xuân năm 420, Lưu Dụ khi ấy đang ở Thọ Dương đã cử thân tín Phó Lượng (傅亮) đến Kiến Khang để buộc Cung Đế nhường ngôi. Cung Đế phản ứng bằng cách triệu hồi Lưu Dụ về kinh vào mùa hè năm 419, Phó Lượng sau đó đưa cho ông một dự thảo chiếu thoái vị, yêu cầu ông đích thân viết nó. Tư Mã Đức Văn đã làm theo và rời khỏi hoàng cung, ông đến phủ cũ khi còn là Lang Da vương. Ba ngày sau, Lưu Dụ lên ngôi và lập nên Lưu Tống, nhà Tấn bị diệt vong.

## Sau khi thoái vị
Lưu Dụ lập Tư Mã Đức Văn làm Linh Lăng vương và cho xây phủ cho ông ở gần Kiến Khang. Tân Hoàng đế lệnh cho tướng Lưu Tuân Khảo (劉遵考), một người họ hàng xa, làm chỉ huy đội quân cảnh vệ, tuy bề ngoài là bảo vệ thân vương song thực tế là để giám sát ông.
Ngay sau đó, Lưu Dụ vẫn tin rằng Tư Mã Đức Văn là một mối đe dọa nên đã gửi cho tùy tùng trước đây của Tư Mã Đức Văn là Trương Vĩ (張偉) một chai rượu độc, lệnh cho ông đầu độc Tư Mã Đức Văn. Trương Vĩ không muốn làm theo lệnh nên đã uống rượu độc và qua đời. Tuy nhiên, trong lúc đó, nhằm ngăn ngừa Tư Mã Đức Văn có con trai kế tự, Lưu Dụ lệnh cho các anh em trai của Trử Hoàng hậu trước đây là Trử Tú Chi (褚秀之) và Trử Đạm Chi (褚淡之) hạ độc bất kỳ trẻ trai nào mà Trử Linh Viện và các thê thiếp sinh ra. Tư Mã Đức Văn rất sợ mất mạng, ông và Trử Linh Viện vẫn ở chung một nhà, Trử Linh Viện phải tự mình chi trả cho các nhu cầu vật chất của bà. Những kẻ ám sát do Lưu Dụ cử đến ban đầu không thể tìm thấy cơ hội ra tay với Cựu Hoàng đế.
Vào mùa thu năm 421, Lưu Dụ cử Trử Đạm Chi và Trử Thúc Độ (褚叔度) đến thăm Trử Linh Viện. Trử Linh Viện ra ngoài để gặp gỡ người thân tại một ngôi nhà khác, lính mà Lưu Dụ cử đến xâm nhập vào phủ của Tư Mã Đức Văn và yêu cầu Tư Mã Đức Văn uống thuốc độc. Ông từ chối, nói rằng giáo lý Phật giáo cấm tự tử và rằng những người tự tử sẽ không thể được đầu thai làm người trong kiếp sau. Do đó, các sát thủ sử dụng một tấm chăn để làm ông ngạt thở. Ông được chôn cất với vinh dự dành cho hoàng gia.